# Shūrcheh
Shūrcheh (persiska: شورچه) är en ort i Iran.   Den ligger i provinsen Lorestan, i den centrala delen av landet, 280 km sydväst om huvudstaden Teheran. Shūrcheh ligger 1 952 meter över havet och antalet invånare är 234.
Terrängen runt Shūrcheh är platt åt nordväst, men åt sydost är den kuperad.Runt Shūrcheh är det ganska glesbefolkat, med 48 invånare per kvadratkilometer. Närmaste större samhälle är Modābād, 4,8 km söder om Shūrcheh. Trakten runt Shūrcheh består i huvudsak av gräsmarker.